# Pribislav Henrik
Pribislav-Henry (njem. Pribislaw-Heinrich  ; † 1150.) bio je slavenski kršćanski knez i posljednji vladar plemena Hevelli (Stodorani) u sjevernoj marki Brandenburga. Njegova vladavina započela je, vjerojatno potpomognuta Askanima, nakon što je prethodni Hevellijev princ Meinfried ubijen 1127. Kako nije imao vlastitih sinova, oko 1129. godine dao je područje između Brandenburga i Lehnina svom zetu, koji je bio najstariji sin Alberta Medvjeda. Car Lothair III odobrio je dar i učinio Alberta markgrofom Sjeverne marke 1134. Godine 1150. umire Pribislav Henrik, a nasljeđuje ga, nakon kratkog rata za nasljedstvo, Albert Medvjed.